# 19009 Galenmaly
19009 Galenmaly è un asteroide della fascia principale. Scoperto nel 2000, presenta un'orbita caratterizzata da un semiasse maggiore pari a 2,6888674 UA e da un'eccentricità di 0,1640472, inclinata di 7,19681° rispetto all'eclittica.